# ماتزانو
ماتزانو (به ایتالیایی: Mazzano) یک کومونه در ایتالیا است که در استان برشا واقع شده‌است.

## خصوصیات
ماتزانو ۱۵٫۷ کیلومترمربع مساحت و ۱۱٬۸۸۶ نفر جمعیت دارد و ۱۵۳ متر بالاتر از سطح دریا واقع شده‌است.

## خواهرخوانده
شهر Saint-Germain-des-Fossés خواهرخواندهٔ ماتزانو هست.